# Трој (Северна Каролина)
Трој (енгл. Troy) град је у америчкој савезној држави Северна Каролина.

## Демографија
По попису из 2010. године број становника је 3.189, што је 241 (-7,0%) становника мање него 2000. године.
| Група             | 2000.         | 2010.         |
| Белци             | 1.760 (51,3%) | 1.745 (54,7%) |
| Афроамериканци    | 1.337 (39,0%) | 1.013 (31,8%) |
| Азијати           | 39 (1,1%)     | 32 (1,0%)     |
| Хиспаноамериканци | 248 (7,2%)    | 330 (10,3%)   |
| Укупно            | 3.430         | 3.189         |